# Francesco Fiorentino

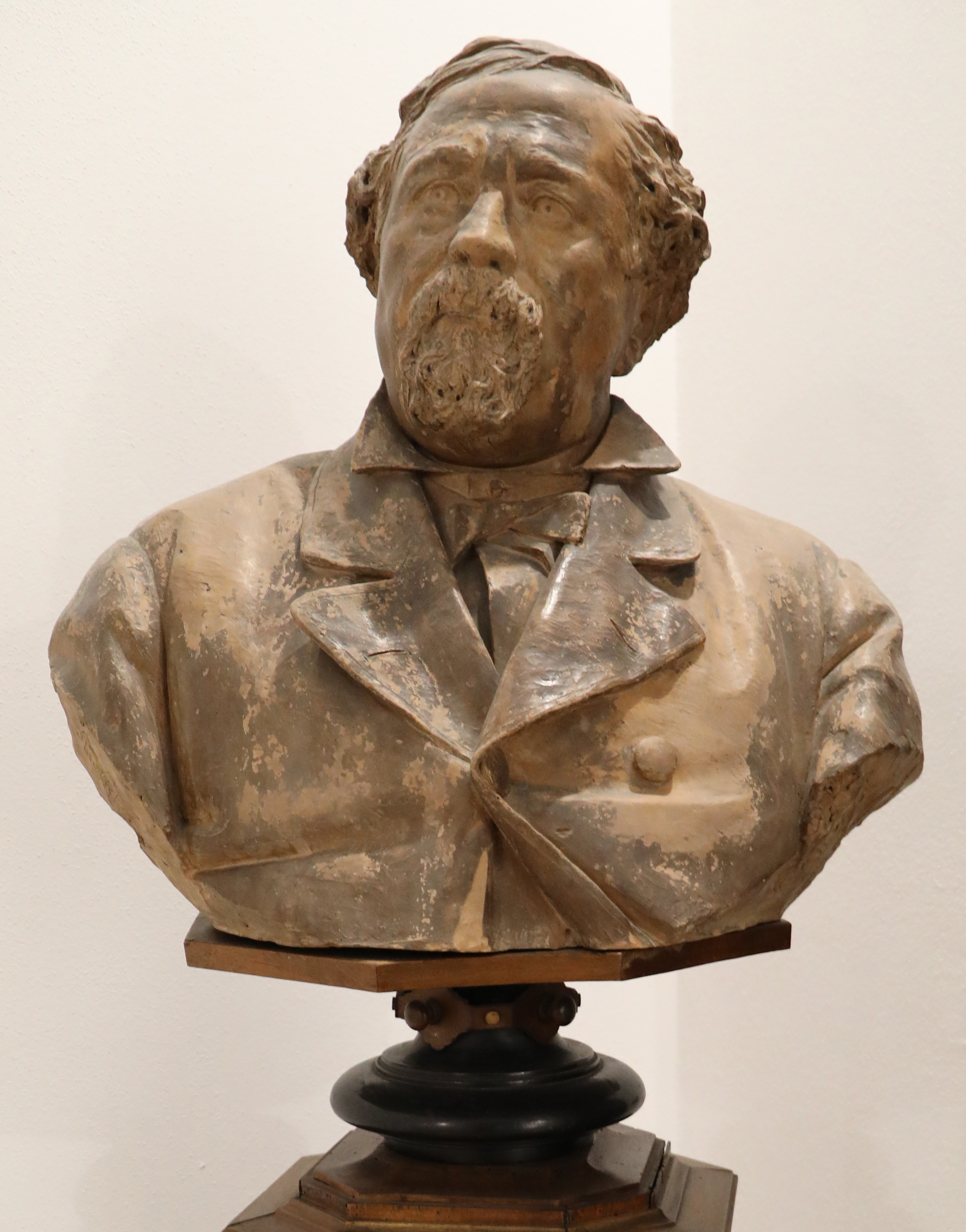
Francesco Fiorentino

Francesco Fiorentino, född 1 maj 1834 i Sambiase, död 22 december 1884 i Neapel, var en italiensk filosof.
Fiorentino var professor i Bologna, Pisa och Neapel. Han var första anhängare av Vincenzo Giobertis filosofi, och vände sig sedan under inflytande av Bertrando Spaventa till hegelianismen och fördes slutligen mot en nykantianism med positivistiska sympatier, alltid med fasthållande vid det absolutas immanens som krav och villkor för den andliga friheten. Fiorentino utgav Scritti varii di letteratura, filosofia e critica (1876) och värdefulla avhandlingar i filosofi och filosofins historia samt odlade med förkärlek studiet av renässansens tankehistoria med verk som Pietro Pomponazzi (1868), Bernardino Telesio (2 band, 1872-74), Il risorgimento filosofico de quatrocento (1885) och Studi e ritratti della rinascenza (1911).